# 1913
1913 (MCMXIII) a fost un an obișnuit al calendarului gregorian, care a început într-o zi de miercuri.

## Evenimente

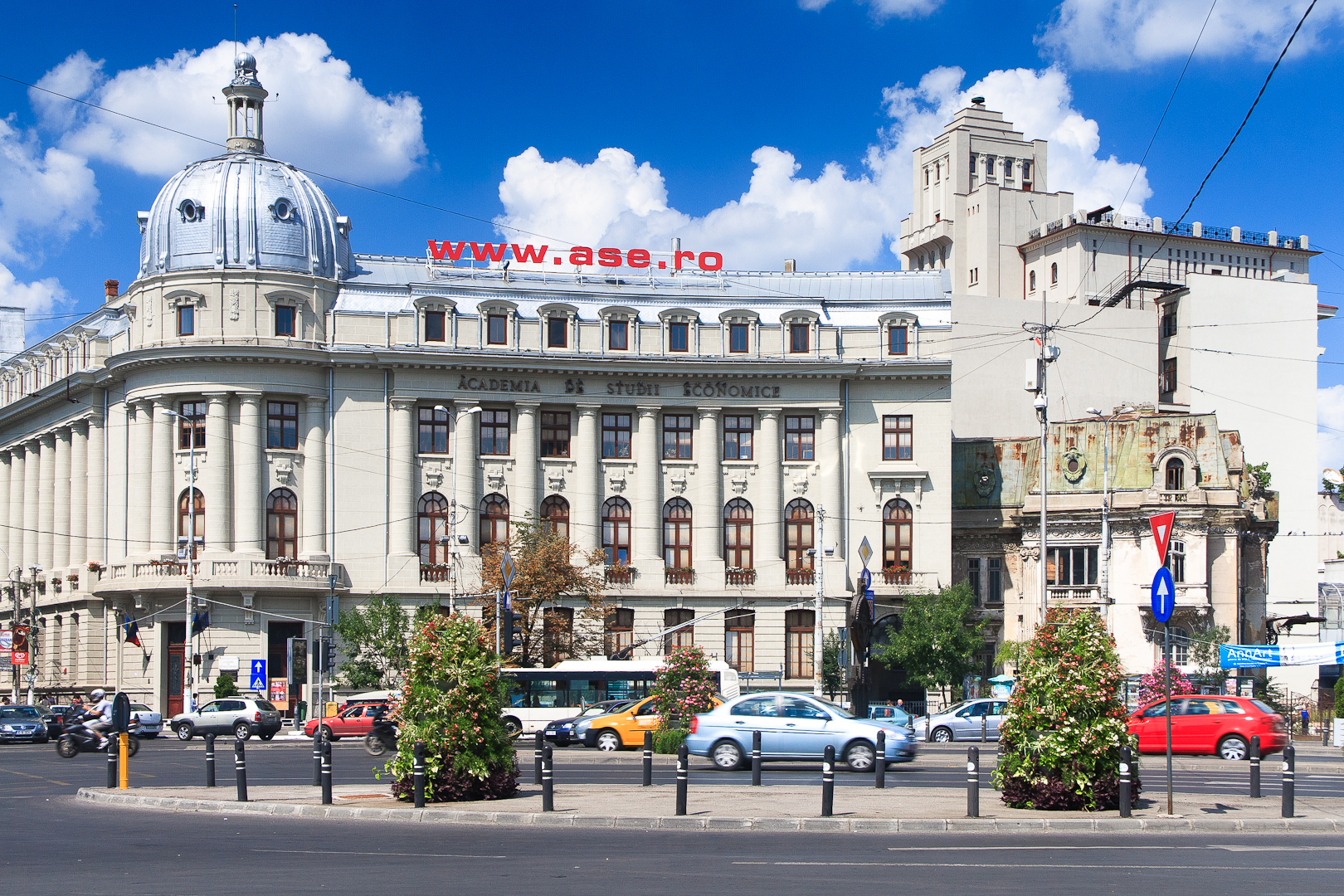
6 aprilie: Înființarea Academiei de Studii Economice din București.

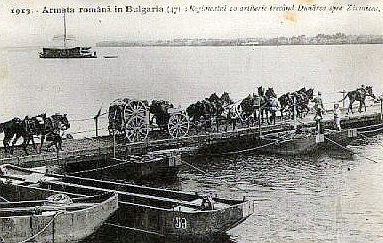
Armata Română trecând Dunărea pe un pod de vase la Zimnicea, în cadrul celui de-Al Doilea Război Balcanic.

### Martie
- 12 martie: Canberra devine capitala Australiei.
- 13 martie: Revoluția Mexicană: Pancho Villa se reîntoarce în Mexic din exilul auto-impus în Statele Unite.
- 18 martie: Regele George I al Greciei este asasinat după 50 de ani de domnie. Este succedat de fiul său cel mare, Constantin I.
- 19 martie: A avut loc premiera versiunii integrale a operei "Boris Godunov", de M. P. Musorski, la Metropolitan Opera din New York, Statele Unite.

### Aprilie
- 6 aprilie: S-a înființat, la București, Academia de Înalte Studii Comerciale și Industriale (astăzi Academia de Studii Economice), prima instituție de învățământ superior economic din România.
- 21 aprilie: RMS Aquitania este lansată pe apă lângă Clydebank, Scoția. Aceasta a servit în ambele războaie mondiale și, de asemenea, este ultima navă cu 4 coșuri.
- 26 aprilie-9 mai: A fost semnat, la Petersburg, un protocol prin care Bulgaria a cedat României orașul Silistra și câteva mici teritorii în sudul Dobrogei.

### Mai
- 13 mai: Rusul Igor Sikorsky, devine prima persoană care pilotează un avion cu patru motoare.

### Iunie
- 16 iunie-19 iunie: A fost declanșat cel de-Al Doilea Război Balcanic, între foștii aliați (Bulgaria împotriva Greciei, Serbiei și Muntenegrului), cărora li se va alătura România și Turcia.
- 27 iunie: Al Doilea Război Balcanic: România alături de Grecia, Serbia, Muntenegru și Turcia, declară război Bulgariei

### August
- 10 august: Al Doilea Război Balcanic: Pacea de la București, care consfințește sfârșitul războiului balcanic și înfrângerea Bulgariei. Grecia și Serbia își împart Macedonia, iar România anexează Cadrilaterul.
- 20 august: A avut loc primul meci oficial de rugbi din România.
- 23 august: La Copenhaga, Edvard Eriksen a creat Mica Sirenă, care astăzi este punctul de reper al orașului.

### Septembrie

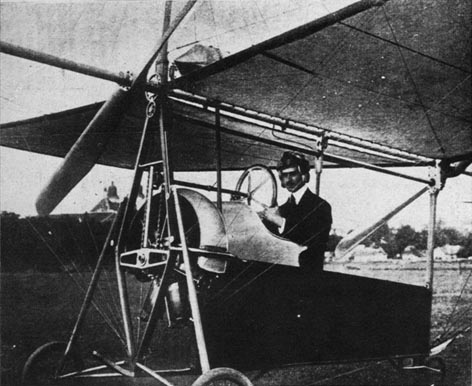
13 septembrie: Moare Aurel Vlaicu în apropiere de Câmpina, în timpul unei încercări de a traversa Munții Carpați cu avionul său, Vlaicu II.

- 13 septembrie: Aurel Vlaicu se prăbușește cu avionul său, Vlaicu II, lângă satul Bănești, în apropiere de Câmpina. S-au emis mai multe ipoteze: avionul s-a prăbușit din cauza curenților de aer ascendenți și descendenți, care au răsturnat aparatul de zbor, zdrobindu-l de sol. Vlaicu a murit în aer în urma unui infarct miocardic; a existat și varianta unui sabotaj.
- 23 septembrie: Aviatorul francez, Roland Garros, zboară deasupra Mediteranei.

### Noiembrie
- 5 noiembrie: Regele nebun, Otto al Bavariei, este deposedat de vărul său, Prințul Regent Ludwig, care își asumă titlul de Ludwig al III-lea.

### Decembrie
- 1 decembrie: Grecia anexează insula Creta.
- 12 decembrie: Pictura Mona Lisa a lui Leonardo Da Vinci a fost recuperată, la Florența, după doi ani de la furtul ei din Muzeul Luvru din Paris, în timp ce Vincencio Peruggia încerca s-o vândă.
- 21 decembrie: A apărut, la New York, primul careu de cuvinte încrucișate semnat de britanicul A. Wynne.
- 30 decembrie: Italia returnează pictura Mona Lisa, Franței.

## Nașteri

### Ianuarie

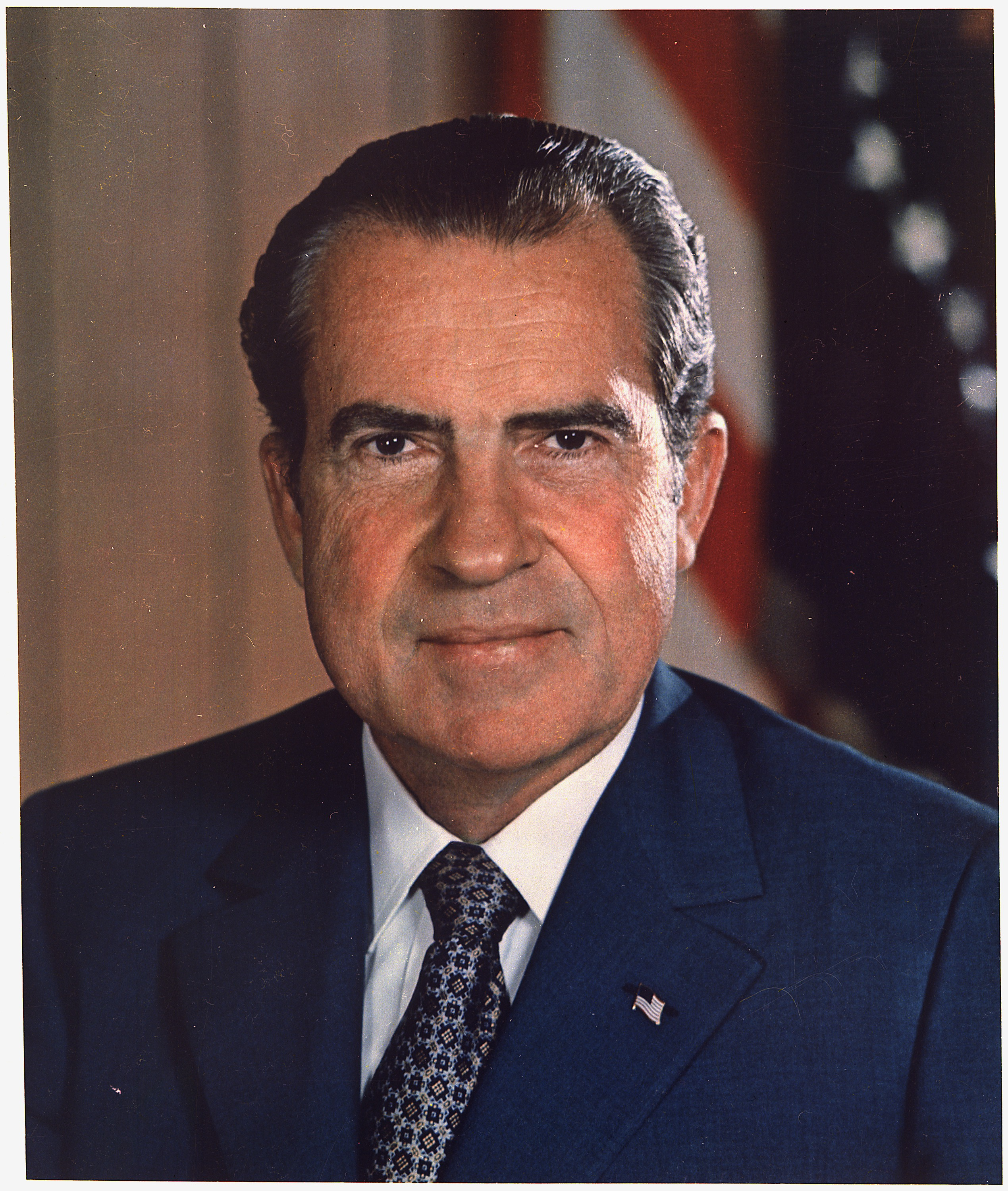
Richard Nixon, al 37-lea președinte al Statelor Unite ale Americii
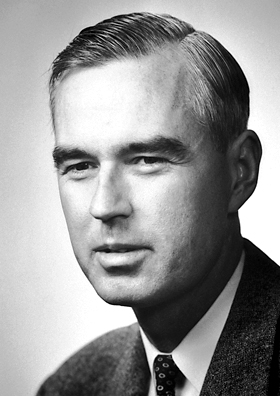
Willis Lamb, fizician american, laureat al Premiului Nobel
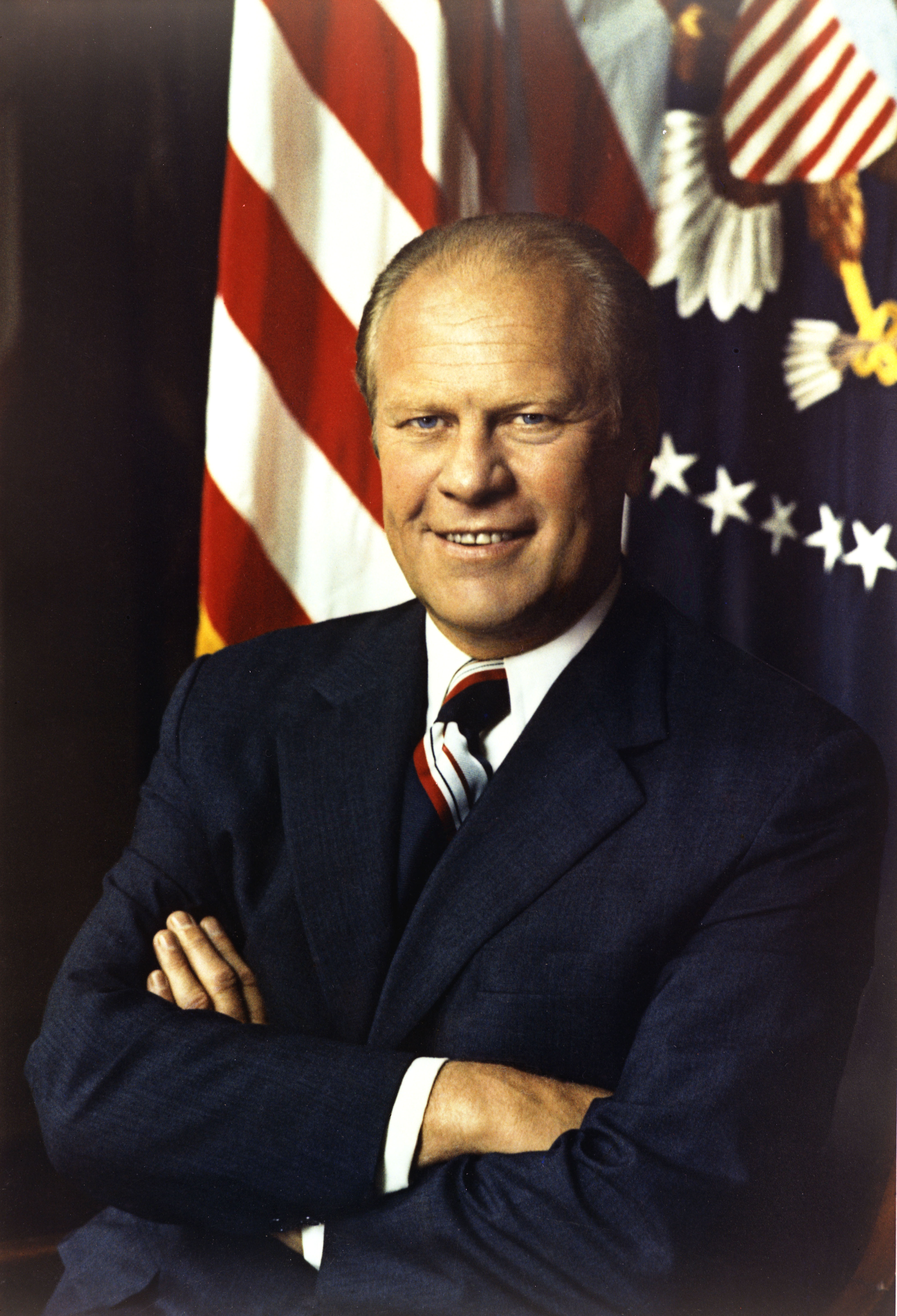
Gerald Ford, al 38-lea președinte al Statelor Unite ale Americii

- 9 ianuarie: Richard Nixon (Richard Millhous Nixon), al 37-lea președinte al SUA (1969-1974), (d. 1994)
- 10 ianuarie: Gustáv Husák (n. Augustín Husák), conducător al Cehoslovaciei (1969-1989), (d. 1991)

### Februarie
- 6 februarie: Mary Leakey (n. Mary Douglas Nicol), antropolog britanic (d. 1996)
- 14 februarie: Jimmy Hoffa, lider american de sindicat (d. 1975)
- 27 februarie: Paul Ricoeur, filosof francez (d. 2005)
- 27 februarie: Irwin Shaw, scriitor american (d. 1984)
- 28 februarie: Vida Gheza, sculptor și grafician român (d. 1980)

### Martie
- 14 martie: Osvaldo Moles, jurnalist și textier brazilian (d. 1967)
- 25 martie: Dinu Adameșteanu, arheolog italian de origine română, membru de onoare al Academiei Române (d. 2004)

### Mai
- 4 mai: Prințesa Ecaterina a Greciei și Danemarcei (d. 2007)
- 5 mai: Octavian Bârlea, istoric și publicist român (d. 2005)
- 16 mai: Gheorghe Apostol, comunist român (d. 2010)

### Iunie
- 20 iunie: Aurel Baranga (n. Aurel Leibovici), dramaturg român de etnie evreiască (d. 1979)

### Iulie
- 12 iulie: Willis Eugene Lamb, Jr., fizician american, laureat al Premiului Nobel (d. 2008)
- 14 iulie: Gerald Ford (n. Leslie Lynch King, Jr.), al 38-lea președinte al Statelor Unite ale Americii (1974-1977), (d. 2006)
- 23 iulie: Gherasim Luca (n. Salman Locker), teoretician al suprarealismului și poet român (d. 1994)

### August
- 12 august: Clody Bertola, actriță română de film și teatru (d. 2007)
- 26 august: Julius August Döpfner, cardinal german (d. 1976)

### Septembrie

Maria Tănase, interpretă română de muzică populară
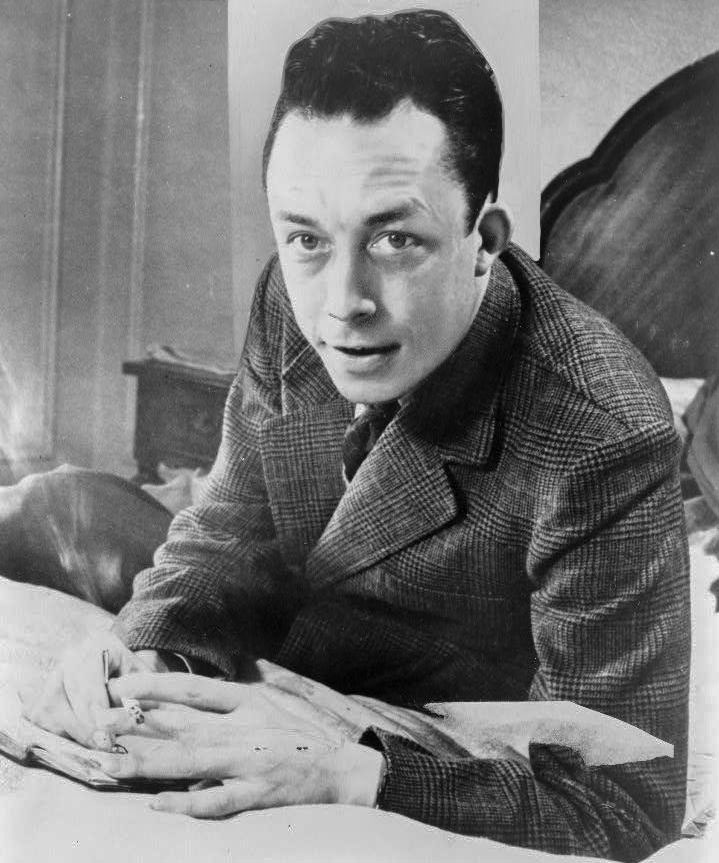
Albert Camus, scriitor francez, laureat Nobel
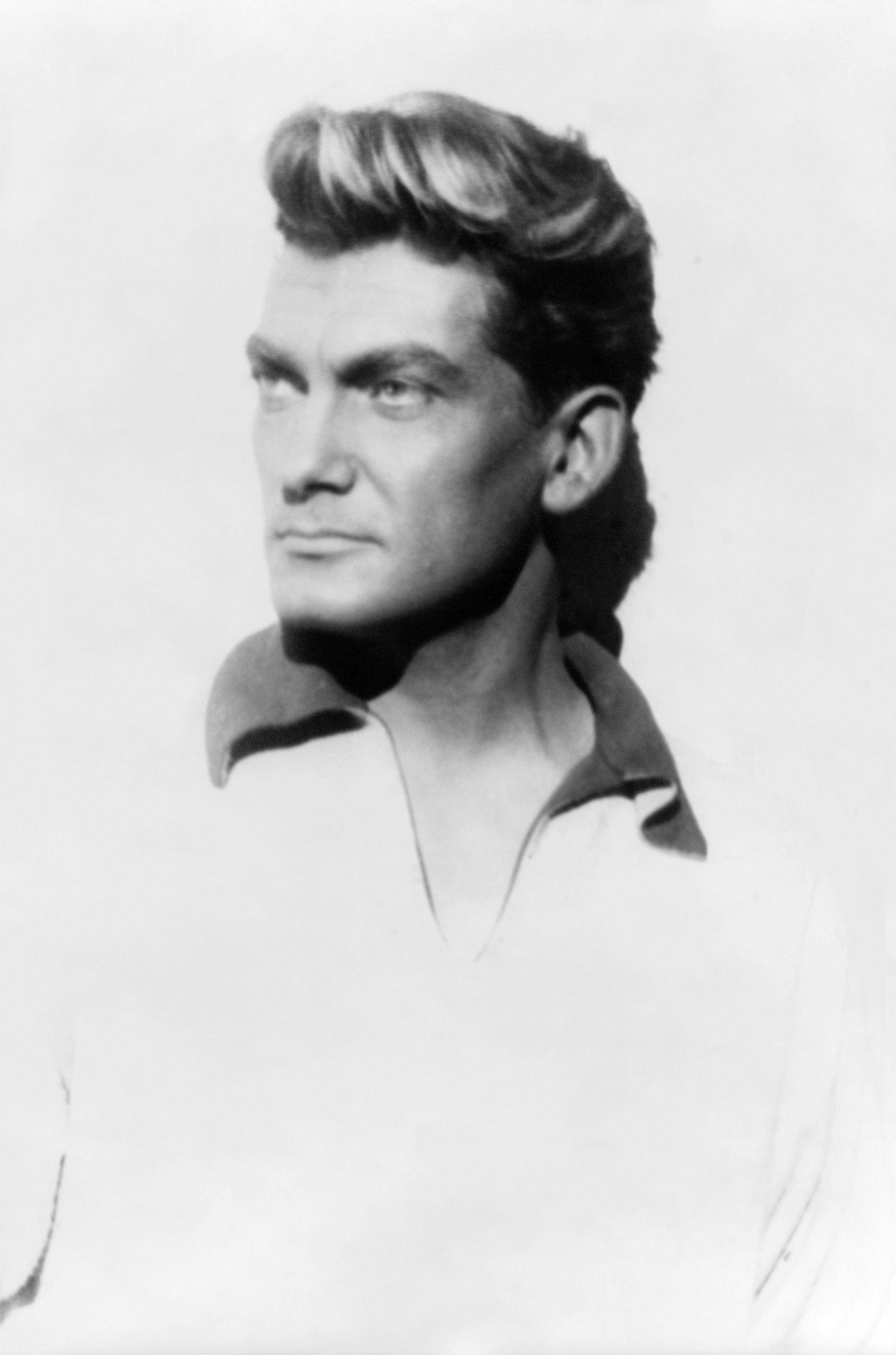
Jean Marais, actor francez

- 4 septembrie: Stanford Moore, biochimist american, laureat al Premiului Nobel (d. 1982)
- 14 septembrie: Jacobo Arbenz (n. Juan Jacobo Árbenz Guzmán), militar și președinte al Guatemalei (1951-1954), (d. 1971)
- 25 septembrie: Maria Tănase, interpretă română de muzică populară, lăutărească, romanțe (d. 1963)
- 26 septembrie: Alexandru Drăghici, comunist român (d. 1993)

### Octombrie
- 22 octombrie: Bao Dai (n. Nguyen Vinh Thuy), al 13-lea și ultimul împărat al Vietnamului (1926-1945), (d. 1997)
- 25 octombrie: Klaus Barbie, lider nazist (d. 1991)

### Noiembrie
- 2 noiembrie: Burt Lancaster (Burton Stephen Lancaster), actor american de film (d. 1994)
- 5 noiembrie: Vivien Leigh (n. Vivian Mary Hartley), actriță engleză de film (d. 1967)
- 7 noiembrie: Albert Camus, scriitor și eseist francez, laureat al Premiului Nobel (d. 1960)
- 27 noiembrie: Nineta Gusti, actriță română de film și teatru (d. 2002)

### Decembrie
- 11 decembrie: Jean Marais (Jean Alfred Villain-Marais), actor francez de film (d. 1998)
- 18 decembrie: Willy Brandt (n. Herbert Ernst Karl Frahm), om politic, cancelar al Germaniei (1969-1974), (d. 1992)

## Decese
- 27 ianuarie: Arhiducele Rainer Ferdinand de Austria (n. Rainer Ferdinand Maria Johann Evangelist Franz Ignaz), 86 ani (n. 1827)
- 22 februarie: Ferdinand de Saussure, 55 ani, lingvist elvețian (n. 1857)
- 9 martie: Hermann, Prinț de Hohenlohe-Langenburg (n. Hermann Ernst Franz Bernhard), 81 ani (n. 1832)
- 11 martie: Kornél Ábrányi, 63 ani, romancier, poet și jurnalist maghiar (n. 1849)
- 18 martie: George I al Greciei (n. Christian Wilhelm Ferdinand Adolf Georg), 67 ani (n. 1845)

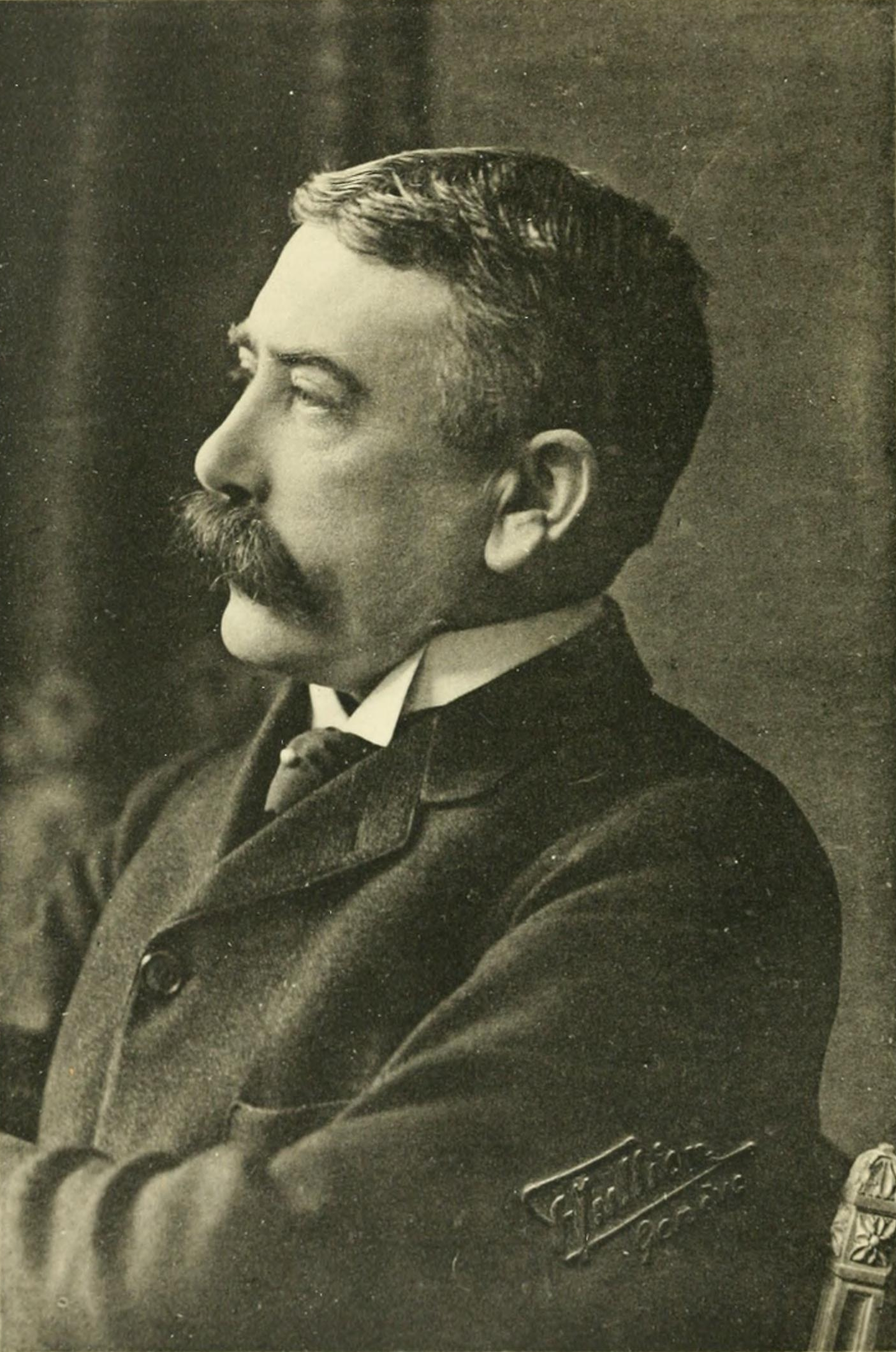
Ferdinand de Saussure, lingvist elvețian
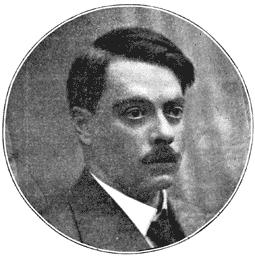
Șt.O.Iosif, poet român
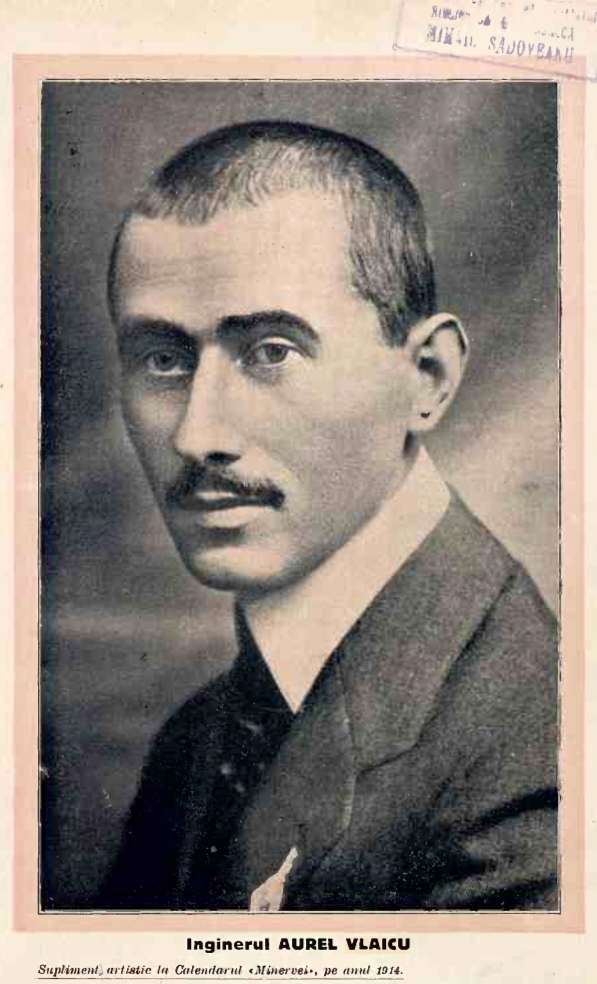
Aurel Vlaicu, inginer și pionier al aviației române și mondiale

- 23 martie: Gheorghe Grigore Cantacuzino, 80 ani, om politic român, primar al Bucureștiului (1869-1870), (n. 1832)
- 8 aprilie: Panait Cerna (n. Panait Stanciof), 32 ani, poet român (n. 1881)
- 22 iunie: Șt. O. Iosif (Ștefan Octavian Iosif), 37 ani, poet român (n. 1875)
- 13 septembrie: Aurel Vlaicu, 30 ani, inginer și pionier al aviației române și mondiale (n. 1882)
- 29 septembrie: Rudolf Diesel (Rudolf Christian Karl Diesel), 55 ani, inginer și inventator german (n. 1858)
- 27 decembrie: Infanta Antónia a Portugaliei (n. Antónia Maria Fernanda Micaela Gabriela Rafaela Francisca de Assis Ana Gonzaga Silvina Júlia Augusta de Saxe-Coburgo-Gotha e Bragança), 68 ani, fiica reginei Maria a II-a a Portugaliei și mama regelui Ferdinand I al României (n. 1845)
- 30 decembrie: Sofia de Nassau (n. Sophia Wilhelmine Marianne Henriette), 77 ani, soția regelui Oscar al II-lea al Suediei și Norvegiei (n. 1836)

## Premii Nobel
- Fizică: Heike Kamerlingh Onnes (Țările de Jos)
- Chimie: Alfred Werner (Elveția)
- Medicină: Charles Robert Richet (Franța)
- Literatură: Rabindranath Tagore (India)
- Pace: Henri La Fontaine (Belgia)